# Pleuroprucha atomaria
Pleuroprucha atomaria là một loài bướm đêm trong họ Geometridae.